# District d'Albi
Le district d'Albi était une division territoriale française du département du Tarn de 1790 à 1795.

## Histoire
Le district d'Albi est créé en 1790. Par la loi du 28 pluviôse an VIII (17 février 1800), il est remplacé par l'arrondissement d'Albi.

## Composition
Il était composé de 12 cantons (dont trois aujourd'hui disparus) : 
- Alban,
- Albi,
- Castelnau-de-Lévis,  (aujourd'hui disparu)
- Lombers,  (aujourd'hui disparu)
- Monestiés,
- Montirat,  (aujourd'hui disparu)
- Pampelonne,
- Réalmont,
- Saint-Juéry,  (aujourd'hui disparu)
- Valderiès,
- Valence,
- Villefranche.

## Sources
- La formation du Département du Tarn, Appolis Émile, Bibliothèque de la Revue du Tarn (1938).
- Communes du Tarn - Archive et Patrimoine, Conseil Général du Tarn et Archives départementales (1990) -  (ISBN 2-907508-04-0)